# Scott Cooper
Scott Cooper (22 de junio de 1970) es un actor, escritor, director y productor estadounidense. Es conocido por escribir, dirigir y producir la película de 2009 Crazy Heart, protagonizada por Jeff Bridges. La cinta, distribuida por Fox Searchlight Pictures, recibió numerosas alabanzas, incluyendo premios por parte del Chicago Film Critics Association e Independent Spirit Awards. Tuvo sus primeros papeles acreditados como actor en proyectos como Gods and Generals y la miniserie de televisión Broken Trail.

## Vida personal y primeros años
Cooper nació en Abingdon, Virginia. En 1988 se graduó en la Abingdon High School.
Comenzó a prepararse como actor en el Lee Strasberg Theatre and Film Institute en Nueva York. Recibió su licenciatura en 1992 y su doctorado en humanidades en 2014 por parte del Hampden-Sydney College en Hampden-Sydney, Virginia.
Está casado y vive en Los Ángeles con su esposa, Jocelyne, con quien tiene dos hijas, Ava y Stella.

## Carrera profesional
Cooper debutó como director en 2009 con la película Crazy Heart, protagonizada por Jeff Bridges. Por su papel en esta cinta, Bridges ganó el Óscar al mejor actor.
La siguiente película de Cooper fue Out of the Furnace, protagonizada por Christian Bale, Casey Affleck, Woody Harrelson, Willem Dafoe, Zoe Saldaña y Sam Shepard.
En 2013, Barry Levinson estaba preparado para dirigir, en un principio, una película basada en la vida de Whitey Bulger, un jefe criminal de Boston. Finalmente, la cinta terminó siendo dirigida por Cooper, quien tomó las riendas del proyecto en enero de 2014. La película, titulada Black Mass y estrenada en 2015, contó con un guion escrito por Jim Sheridan, Jez Butterworth y Russell Gewirtz, y se basó en un libro escrito por Dick Lehr y Gerard O'Neill, el cual dice que es la "verdadera historia" del político Billy Bulger, su hermano Whitey Bulger, el agente del FBI John Connolly y el programa de protección de testigos que fue creado por J. Edgar Hoover.
En 2017 estrenó Hostiles, una película de wéstern protagonizada por Christian Bale, Wes Studi y Rosamund Pike.
Su siguiente trabajo es la cinta de terror Antlers, protagonizada por Keri Russell y Jesse Plemons, a ser estrenada en octubre de 2021.
En 2022, se estrenó Los crímenes de la academia, película que dirigió a partir de la novela homónima de Louis Bayard y donde uno de los personajes es Edgar Allan Poe. Actúan, entre otros: Harry Melling, como el famoso poeta y escritor, y Christian Bale.

## Influencias
Las influencias de Cooper provienen de sus experiencias vitales al crecer en las Blue Ridge Mountains de Virginia e historias sobre la condición humana. Además de la música de Ralph Stanley y Bill Monroe, Cooper se ha visto influido por cantautores como Townes Van Zandt, Merle Haggard y Michael Stipe de R.E.M.
Thomas Wolfe y William Faulkner, quien Cooper dice que le fue enseñado por su padre en su etapa de estudiante en la University of Virginia, son sus principales influencias literarias.
Las películas que han influido a Cooper incluyen Nashville, de Robert Altman, Badlands, de Terrence Malick, Fat City, de John Huston y La última película, de Peter Bogdanovich.
El principal mentor en la realización de películas ha sido el veterano actor, productor y director Robert Duvall. Él y Duvall se conocieron en el rodaje de Gods and Generals e iniciaron una relación de amistad. Los dos aparecieron juntos en Broken Trail y Duvall produjo y apareció en la película de Cooper Crazy Heart.

## Filmografía

### Director
- 2009: Crazy Heart
- 2013: Out of the Furnace
- 2015: Black Mass
- 2017: Hostiles
- 2021: Antlers
- 2022: Los crímenes de la academia

### Productor
- 2009: Crazy Heart
- 2017: Hostiles -  como miembro del Producers Guild of America

### Guionista
- 2009: For Sale by Owner
- 2009: Crazy Heart
- 2013: Out of the Furnace
- 2017: Hostiles
- 2020: Antlers

### Actor
- 1998: Dry Martini como Robert
- 1999: Perfect Fit como Chico en el bar
- 1999: Austin Powers: The Spy Who Shagged Me como Bobby
- 2000: Takedown como Jake Cronin
- 2001: Bill's Gun Shop como Dillion McCarthy
- 2001: Rain como Soldado Holland
- 2001: The District como Michael Barrett (TV, 1 episodio, 2001)
- 2003: Gods and Generals como Teniente Joseph Morrison
- 2003: Save It for Later como Jake O'Connor
- 2003: Attitude como Rails
- 2006: Broken Trail como Gilpin (miniserie de televisión)
- 2009: For Sale by Owner como Will Custis
- 2009: Get Low como Carl

## Premios y nominaciones
- Nominado al Director más prometedor por Crazy Heart en los CFCA Awards de 2009
- Nominado al Mejor Guion por  Crazy Heart en los Independent Spirit Awards de 2010
- Nominado al Mejor Guion por Crazy Heart en los Writers Guild of America Award de 2010